# Ricard Maria Carles i Gordó
Ricard Maria Carles i Gordó (València, 24 de setembre de 1926 — Tortosa, el Baix Ebre, 17 de desembre de 2013), fou un bisbe i cardenal valencià.

## Estudis i ordenació
Feu els estudis primaris a l'escola de les Teresianes i els secundaris a la de Sant Josep dels Pares Jesuïtes, ambdues de la seva ciutat natal. Ingressa al Seminari Major de València i alhora al Col·legi del Corpus Christi, també anomenat "del Patriarca".
El 29 de juny de 1951 és ordenat sacerdot i dos anys després es llicencia en dret canònic a la Universitat Pontifícia de Salamanca. El mateix 1953 és nomenat rector i arxipreste de Tavernes de la Valldigna (la Safor), i el 1967 és traslladat a la parròquia de Sant Ferran de la ciutat de València. Actua com a conseller de la JOC i responsable de la formació dels diaques, i posteriorment és nomenat delegat episcopal per al clergat i conseller diocesà de pastoral familiar.

## Bisbe de Tortosa
El 3 d'agost de 1969 és consagrat bisbe de Tortosa el (Baix Ebre). A la Conferència Episcopal Espanyola és president de la subcomissió per a la Família i president de la comissió per als Seminaris i les Universitats. Va convocar l'únic sínode diocesà celebrat al postconcili a les diòcesis catalanes, amb l'objectiu de potenciar la participació de laics, homes i dones, i també de sacerdots, religiosos de tot el bisbat en els assumptes de la diòcesi. El resultat foren les Constitucions sinodals, unes conclusions per revitalitzar la vida cristiana amb valor normatiu.

## Arquebisbe de Barcelona
El 23 de març de 1990 és nomenat arquebisbe de Barcelona, on crea un Institut de Teologia Espiritual. Va crear les demarcacions diocesanes per descentralitzar el bisbat, situant com a responsables de cada territori els nous bisbes auxiliars que es nomenen a Barcelona entre 1991 i 1993. Carles Soler, Joan Carrera, Joan-Enric Vives, Jaume Traserra i Pere Tena. En una segona etapa, refà i modernitza els organismes de la cúria diocesana amb un nou equip amb el bisbe Joan Carrera i el jesuïta Enric Puig al capdavant.
El 26 de novembre de 1994 fou creat cardenal del títol de Santa Maria Consolatrice al Tiburtino. Participà en diversos organismes vaticans com la congregació per a l'Educació Catòlica, la Comissió de Justícia i Pau, el consell per a l'estudi dels problemes organitzatius de la Santa Seu i la prefectura d'Assumptes Econòmics. També fou vicepresident de la Conferència Episcopal Espanyola entre 1999 i el 2002. Algunes biografies destaquen que es va oposar al catalanisme dins l'Església.
Entre 1995 i 1997 va ser acusat de blanquejar diner negre del tràfic d'armes a Itàlia, en el cas conegut amb el nom de la ciutat napolitana de Torre Annunziata. El cas es va arxivar per manca de proves.

## Jubilació i últims dies
L'any 2001, i d'acord allò que preveu el dret canònic, va presentar la dimissió del càrrec arquebisbal, que no li fou acceptada fins al 15 de juny de 2004. El mateix dia, el papa Joan Pau II dividí l'arquebisbat de Barcelona en tres diòcesis: una de metropolitana i dues de sufragànies: a Terrassa i a Sant Feliu del Llobregat. També el 2004 va alçar la veu contra la COPE. "Desautoritzo actituds com la d'aquesta emissora cap a Catalunya, que no són les que vol l'Església", va declarar.
Va assistir, com a cardenal, al conclave de 2005 que va elegir el papa Benet XVI. Quan Carles va complir vuitanta anys, l'any següent, va perdre la condició de cardenal elector.
El cardenal va ser ingressat a l'Hospital Mare de Déu de la Cinta de Tortosa el 25 de novembre de 2013 amb simptomatologia neurològica, possiblement per haver tingut una feridura i morí tres setmanes més tard. Per decisió pròpia, fou enterrat a València, a la Basílica de la Mare de Déu dels Desemparats.

## Aficions i publicacions
Durant tota la vida va mantenir el muntanyisme com una passió que segons les pròpies paraules l'apropava a Déu. També fou afeccionat a l'espeleologia, i les falles valencianes. Va jugar a futbol, va ser actor de teatre, solista en una coral i col·leccionista de fòssils.
Va publicar els llibres Fe i cultura. Escrits Pastorals (1990), Cartes de la vida estant (1994, recull d'articles publicats a la premsa), La família, l'amor i la vida (1998) i Cartas a una mujer de hoy (1999).